# 淡水端
淡水端為台灣台61線計畫興建的交流道，位於台灣新北市淡水區沙崙子，指標為0k，可通往知名景點淡水漁人碼頭。